# Polisportiva Libertas Livorno 1984-1985

## Stagione
Nella stagione 1984-1985, la Libertas Livorno, ha disputato il massimo campionato nazionale giungendo al tredicesimo posto e quindi retrocedendo in A2 dopo 3 stagioni. In Coppa Italia la Libertas è giunta sino alla semifinale, mentre in coppa Korać si è fermata ai quarti di finale. La società era sponsorizzata, per l’ultima volta dalla Birra Peroni.

## Roster
Rosa della squadra
|  | Naz.                   | Ruolo | Sportivo            |  |  |  |  |
|  | ---------------------- | ----- | ------------------- |  |  |  |  |
|  | Italia (bandiera)      |       | Timante Binelli     |  |  |  |  |
|  | Italia (bandiera)      |       | Flavio Carera       |  |  |  |  |
|  | Italia (bandiera)      |       | Alessandro Fantozzi |  |  |  |  |
|  | Italia (bandiera)      |       | Andrea Forti        |  |  |  |  |
|  | Italia (bandiera)      |       | Massimo Giusti      |  |  |  |  |
|  | Stati Uniti (bandiera) |       | Abdul Jeelani       |  |  |  |  |
|  | Italia (bandiera)      |       | Alessandro Mori     |  |  |  |  |
|  | Stati Uniti (bandiera) |       | Kevin Restani       |  |  |  |  |
|  | Italia (bandiera)      |       | Massimo Rossi       |  |  |  |  |
|  | Italia (bandiera)      |       | Alberto Tonut       |  |  |  |  |